# New Hope Club
New Hope Club je britská hudební skupina, která byla založena v roce 2015. Jejími členy jsou Reece Bibby, Blake Richardson a George Smith. Své první album s názvem Welcome To The Club vydali u nahrávací společnosti Steady Records/Hollywood Records 5. května 2017. Jednalo se o takzvaný extended play (EP). Jejich 2 písničky se objevily v roce 2018 v soundtracku k filmu Pračlověk. Své druhé EP vydali 30. října 2018 pod názvem Welcome To The Club Pt. 2, jehož součástí jsou singly ''Medicine'' a ''Crazy''.

## Historie
Skupinu založili v říjnu v roce 2015 George Smith a Blake Richardson. V jedenácté řadě The X Factor ve Spojeném království v roce 2014 skončil boy band Stereo Kicks na pátém místě. Členem skupiny byl i Reece Bibby. V roce 2015 se Stereo Kicks rozpadli a tak se na podzim roku 2015 Recce Bibby připojil ke skupině New Hope Club. Všichni pocházejí ze severní Anglie. První nahrávka skupiny byl cover Wake Up skupiny The Vamps v říjnu 2015. V prosinci podepsali smlouvu s vydavatelstvím Steady Records, které založila skupina The Vamps. Byla to druhá skupina, která podepsala smlouvu s tímto vydavatelstvím, první byla skupina The Tide.
EP Welcome To The Club, které bylo zveřejněno 5. května 2017 je složeno ze 4 písní. Video k písni Perfume bylo vydáno v lednu 2017 a video k songu Fixed bylo vydáno zároveň s albem..Skupina strávila 10 týdnů v hitparádě Billboard Next Big Sound chart, kde 5. září 2017 obsadila 5 příčku. V roce 2017 byli nominováni v Teen Choice Awards 2017 v kategorii Choice Next Big Thing.
Dne 6. října 2017 skupina vydala další videoklip, tentokrát k singlu Water.
V prosinci vydali jejich první vánoční písničku ''Whoever He Is'', ke které byl 1. prosince 2017 zveřejněn i videoklip.
Na začátku roku 2018 vydali 2 písně - ''Good Day'' a ''Tiger Feet'', které se objevily v soundtracku k filmu Pračlověk. O pár měsíců později, přesněji v dubnu, vydali píseň ''Start Over Again''. 1. a 2. června 2018 odehráli své headline shows v O2 Shepherd's Bush Empire v Londýně. Tyto shows byly vyprodány a jejich předskokany byli Max & Harvey a RoadTrip. V létě tohoto roku vydali píseň ''Medicine'', jejíž videoklip byl jejich nejrychlejší videoklip, který získal 1 milion zhlédnutí. V říjnu pak vydali jejich druhé EP Welcome To The Club Pt. 2.

## Turné
Skupina The Vamps si vybrala New Hope Club jako předskokany pro jejich UK tour v roce 2016 a pro jejich turné na jaře 2017 po Spojeném království a Irsku. Pravidelně se skupinou The Vamps vystupovali s písní „Oh Cecilia (Breaking My Heart)“. Také byli předskokany Martině Stoessel, v rámci její Got Me Started Tour v Německu a Sabrině Carpenter na její North American summer 2017 De-Tour. Na podzim 2017 byli znovu předskokany skupině The Vamps v rámci jejich podzimního tutné v Austrálii, Brazílii a Japonsku.

## Členové
Reece Bibby
Narozen 13. srpna 1998 je zpěvákem, basistou, kytaristou a bubeníkem skupiny.
George Smith
Narozen 9. března 1999 je zpěvákem, kytaristou a pianistou skupiny.
Blake Richardson
Narozen 2. října 1999 je zpěvákem,kytaristou a pianistou skupiny.

## Diskografie
Extended play
- Welcome to the Club (2017)
- Welcome to the Club (Pt. 2) (2018)
- Alba
- New Hope Club (2020)